# Monswiller
Monswiller is een gemeente in het Franse departement Bas-Rhin (regio Grand Est). De gemeente maakt deel uit van het arrondissement Saverne. Monswiller telde op 1 januari 2022 1.994 inwoners.

## Geografie
De oppervlakte van Monswiller bedroeg op 1 januari 2022 4,72 vierkante kilometer; de bevolkingsdichtheid was toen 422,5 inwoners per km². 

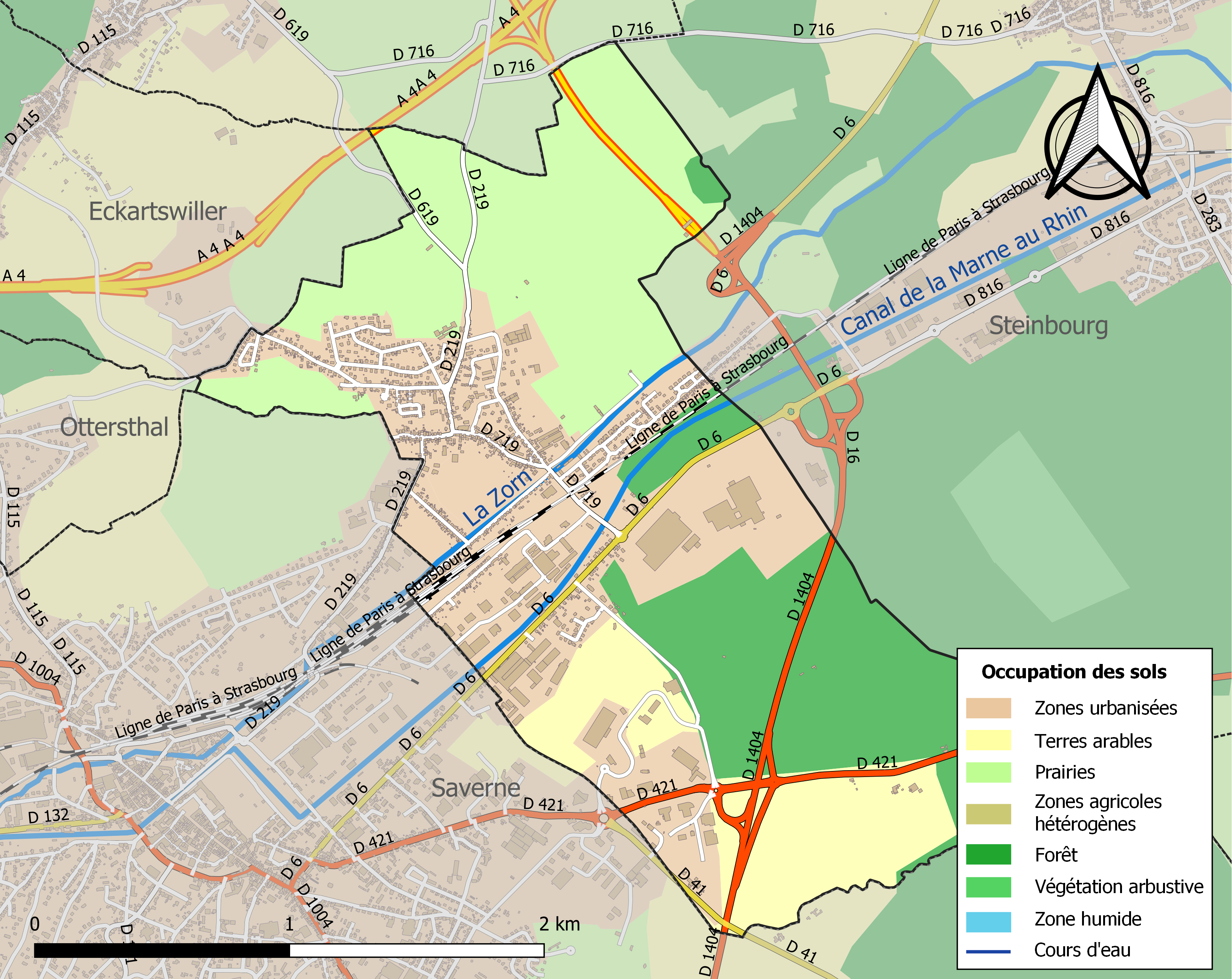
Kaart van de gemeente met de belangrijkste infrastructuur, bodemgebruik en omliggende gemeenten

## Demografie
Onderstaande figuur toont het verloop van het inwonertal (bron: INSEE-tellingen).

## Verkeer en vervoer
In de gemeente staat het in 2011 gesloten spoorwegstation Zornhoff-Monswiller.